# ささやくように恋を唄う
『ささやくように恋を唄う』（ささやくようにこいをうたう、英語: Whispering you a love song）は、竹嶋えくによる日本の漫画作品。『コミック百合姫』（一迅社）にて、2019年4月号より連載中。略称は「ささこい」または「ささ恋」。
「一目ボレ」をきっかけにすれ違う2人の関係性を描いた百合作品である。
2024年7月時点でコミックスの累計発行部数は100万部を突破している。

## あらすじ
高校入学初日、木野ひまりは新入生歓迎会で見かけた先輩・朝凪依に「一目ボレ」した。ひまりはその気持ちを依にぶつけるが、彼女はひまりの思いを恋心と勘違いしてしまう。
ひまりの可愛さに依も一目ボレしたものの、すぐにひまりの思いが恋ではないことに気が付く。それでも彼女のことを諦められない依は、本気で彼女を惚れさせようと決意した。

## 登場人物
声の項はテレビアニメ版の声優、演の項は舞台版でのキャスト。
木野 ひまり（きの ひまり）
声 - 嶋野花 / 演 - 渡邉結衣
本作の主人公である高校1年生。7月18日生まれ。新歓のバンド演奏で見かけた依に一目ボレした。
ボーカルへの憧れからくるファンとしての一目ボレであり、依の一目ボレもそのように解釈している。
マロ太という猫を飼っている。
可愛らしい容姿と無邪気な言動が、無意識ながら依を惚れさせる要因となっている。
10話にて料理研究部に所属するようになる。
朝凪 依（あさなぎ より）
声 - 瀬戸麻沙美、笹倉かな（歌） / 演 - 石井萌々果
本作のもう一人の主人公である高校3年生。11月26日生まれ。血液型はA型。ひまりに一目ボレし、初恋を迎えた。
放課後は屋上でギターを弾きながら歌うなど、一人で歌うことを好んでいる。授業中は眼鏡をかけている。
ネコグッズに目がなく、無理なお願いでもネコグッズに釣られて引き受けてしまうところがある。2人の初めてのデートでひまりに告白したが、ひまりは急な告白に戸惑ってしまった。依はそんなひまりにライブで惚れさせると言い、亜季達とバンドを組むことを決意した。バンドを続けていくうちに、仲間との演奏にやり甲斐を感じ、後にバンドを続けていくこととなる。
水口 未希（みずぐち みき）
声 - 古賀葵 / 演 - 橘めい
ひまりの小学校以来の友人でクラスメイト。とてもお姉ちゃんっ子。ロングヘアーで前髪を髪止めしており、口元にほくろがある。吹奏楽部所属。
一目ボレしたひまりのために依の情報を収集するなど、間接的に2人の仲を取り持っている。
水口 亜季（みずぐち あき）
声 - 小松未可子 / 演 - 天麻ゆうき
未希の姉。バンド「SSGIRLS」のベース担当。ミディアムヘアーで左目の下にほくろがあり、とても積極的でさっぱりとした性格。
ひまりとは昔から面識があるが、依には内緒にしている（理由は面白いから）。
依の親友でありながら、実は依に恋心を抱いている。しかしひまりが依への恋心を自覚し、また依の真剣な思いを知って身を引いた。
筒井 真理（つつい まり）
声 - 小原好美 / 演 - 早川渚紗
亜季の軽音部仲間。バンド「SSGIRLS」のドラム担当。お姫様カットで小柄。常に女性語で話す。
香織とはいつも一緒におり、彼女のことを「橘香織」とフルネーム呼びしている（基本的には人をフルネームで呼んでいる）。なお以前は彼女を「かおちゃん」と呼んでいた。
橘 香織（たちばな かおり）
声 - 加隈亜衣 / 演 - 華山七彩
亜季の軽音部仲間。バンド「SSGIRLS」のキーボード担当。ショートカットで高身長（170cmほど）。間延びした話し方をするマイペースな性格。常に目を閉じていて、八重歯が特徴的（時々目を開けることがあるが、威圧感があるらしい）。
真理にべったりであり、彼女のことを「まーちゃん」と呼んでいる。また、依を「よりより」、亜季を「あっきー」と呼ぶ。
里宮 百々花（さとみや ももか）
声 - 上田麗奈 / 演 - 西門志織
料理研究部の部長。おしとやかでおっとりとした性格。ひまりのことを「ひまちゃん」と呼んでいる。志帆と共にバンド活動を行っている。
泉 志帆（いずみ しほ）
声 - 根本優奈、水上スイ（歌） / 演 - 伊藤千由李
料理研究部員（幽霊部員）。元「SSGIRLS」のボーカルで亜季の親友だったが喧嘩別れして、新たなバンド「Laureley（ローレライ）」を結成。プロデビューを目指している。
偶然バイト先に来たひまりと親しくなり、彼女のことは「ひま」と呼んでいる。
子供の頃は世界一のバイオリニストになろうと努力していたが、友人になったキョウの演奏を聞いて打ちのめされ、バイオリンを辞めた。しかし負けっぱなしで終わりたくないとバンド活動を始める。
天沢 始（あまさわ はじめ）
声 - 安済知佳 / 演 - 桜樹楓
「Laureley」のドラム担当。フルート奏者でドラムは未経験だったが、バンドを始めてからは一気に上達した。
キョウの実妹。姉の真意を志帆に伝え、バンド結成の切っ掛けを与えている。
天沢 キョウ（あまさわ きょう）
声 - 東山奈央
志帆が小学生の頃に出会った少女で、始の姉。
志帆より年上だが弱気な性格で、日常では志帆にリードされていた。しかしバイオリン演奏の才能は志帆を遥かに上回っており、彼女にバイオリンを諦めさせた。なお当人はバイオリンよりエレキギターに興味があった。
志帆に音楽を辞めさせた事を後悔しており、彼女が音楽活動を再開した事を喜んでいたが、交通事故で死亡した。

## 書誌情報
- 竹嶋えく 『ささやくように恋を唄う』 一迅社〈百合姫コミックス〉、既刊11巻（2025年6月27日現在）
  1. 2019年6月18日発売[1][11]、ISBN 978-4-7580-7950-1
  2. 2020年1月17日発売[12]、ISBN 978-4-7580-2074-9
  3. 2020年7月17日発売[13]、ISBN 978-4-7580-2135-7
  4. 2021年1月18日発売[14]、ISBN 978-4-7580-2201-9
  5. 2021年9月17日発売[15]、ISBN 978-4-7580-2294-1
  6. 2022年4月18日発売[16]、ISBN 978-4-7580-2397-9
  7. 2023年1月18日発売[17]、ISBN 978-4-7580-2491-4
  8. 2023年7月18日発売[18]、ISBN 978-4-7580-2578-2
  9. 2024年3月18日発売[19][20]、ISBN 978-4-7580-2578-2 / ISBN 978-4-7580-2695-6（特装版）
  10. 2024年7月29日発売[21][22]、ISBN 978-4-7580-2742-7 / ISBN 978-4-7580-2743-4（特装版）
  11. 2025年6月27日発売[23][24]、ISBN 978-4-7580-2926-1 / ISBN 978-4-7580-2927-8（特装版）
- 『ささやくように恋を唄う 公式コミックアンソロジー』 一迅社〈百合姫コミックス〉、2024年7月29日発売[25]、ISBN 978-4-7580-2744-1

## テレビアニメ
2023年1月にテレビアニメ化が発表された。同年3月には2024年1月の放送開始が予定されていたが、2023年11月に放送時期の変更が発表された。
2024年4月よりテレビ朝日系列『NUMAnimation』枠ほかにて放送が開始されたが、制作上の都合により第9話以降の放送スケジュールが変更された。その後、第11話と第12話は同年12月に2話連続で放送された。

### スタッフ
- 原作 - 竹嶋えく[6]
- 監督 - 真野玲[26][注 3][注 4]
- シリーズ構成 - 内田裕基[6]
- アニメーションキャラクターデザイン - 吉田南[6]
- サブキャラクター・衣装デザイン - 應地隆之介[26]
- プロップデザイン - 永木歩実[26]、川久保美冴[26]
- 色彩設計 - 古市裕一[26]
- 美術設定 - 伊良波理沙[26]、斉婉廷
- 美術ボード - 張恒碩[26]
- 美術監督 - 桒嶋壮志[26]
- 2Dワークス - 矢崎宏幸
- CG監督 - 江田恵一[26]
- 撮影監督 - 喜多隆宏[26]
- 編集 - 神宮司由美[26]
- 音響監督 - 郷文裕貴[26]、中谷希美[26]
- 音楽 - 佐々木裕[26]、前口ワタル[26]
- 音楽制作 - NBC Universal Entertainment Japan
- 音楽プロデューサー - 藤平直孝
- チーフプロデューサー - 髙橋和彰、八木征志、神宮司剛史、江波戸憲司、楠野由卓、福井詔雄
- プロデューサー - 塩入聡太、遠藤一樹、福倉竜馬、梅本享、松井優子、渕江麻衣子、西山雄樹、西村隆正
- アニメーションプロデューサー - 大上裕真
- アニメーション制作 - 横浜アニメーションラボ、CloudHearts[6][注 5]
- 製作 - ささやくように恋を唄う製作委員会[6]

### 主題歌
主題歌
「Follow your arrows」
SSGIRLS（歌唱：笹倉かな）によるオープニングテーマ。作詞は藤林聖子、作曲・編曲は黒須克彦。
「ギフティ」
木野ひまり（嶋野花）による前期エンディングテーマ。作詞・作曲は渡辺翔、編曲は渡辺拓也。
「メリトクラシー」
ローレライ（歌唱：水上スイ）による後期エンディングテーマおよび第7話の劇中歌。作詞・作曲は渡辺翔、編曲は渡辺拓也。
劇中歌
「Humming Love」
SSGIRLS（歌唱：笹倉かな）による第1話と第12話の劇中歌。作詞は藤林聖子、作曲・編曲は黒須克彦。
「屋上のメロディー」
朝凪依（歌唱：笹倉かな）による第1話と第12話の劇中歌。作曲は笹倉かな、編曲は住谷翔平。
「オレンジに染まった大空」
朝凪依（歌唱：笹倉かな）による第1話の劇中歌。作詞は笹倉かな、作曲は黒須克彦、編曲は住谷翔平。
「Sunny Spot」
SSGIRLS（歌唱：笹倉かな）による第6話の劇中歌。作詞は喜介、作曲・編曲は黒須克彦。
「ギフティ 〜SSGIRLS Ver.〜」
SSGIRLS（歌唱：笹倉かな）による第7話の劇中歌。作詞・作曲は渡辺翔、編曲は渡辺拓也。
「イタラズ」
ローレライ（歌唱：水上スイ）による第11話の劇中歌。作詞・作曲は渡辺翔、編曲は渡辺拓也。
「Time Flies」
SSGIRLS（歌唱：笹倉かな）による第12話の劇中歌。作詞は喜介、作曲・編曲は黒須克彦。
「金糸雀～カナリヤ～ feat.亜季」
SSGIRLS（歌唱：水口亜季（小松未可子））による第12話の劇中歌。作詞は六ツ見純代、作曲・編曲は佐々木裕。

### 各話リスト
| 話数   | サブタイトル                 | 脚本     | 絵コンテ          | 演出              | 作画監督                                                                                          | 総作画監督 | 初放送日       |
| ------ | ---------------------------- | -------- | ----------------- | ----------------- | ------------------------------------------------------------------------------------------------- | ---------- | -------------- |
| 第1話  | 屋上と、ギターと、先輩と。   | 内田裕基 | 蔡欣亞            | 武藤信宏 橋本有加 | 川久保美冴 吉田南 ハンミンギ 能地清 若山政志 泉坂つかさ 阪野日香莉 加藤清司郎                     | 星野しほ   | 2024年 4月14日 |
| 第2話  | 好き、デート、そして…        | 内田裕基 | 雨音怜香          | 川部真也          | 小井聖令奈 川久保美冴 阪野日香莉 能地清 吉田南 村上竜之介                                         | 星野しほ   | 4月21日        |
| 第3話  | 告白と、戸惑いと。           | 大友奈美 | 小坂春女          | 河村彩            | スタジオ時雨                                                                                      | 吉田南     | 4月28日        |
| 第4話  | 進展と、焦りと、静かな決意。 | 豊田百香 | 海野なまこ        | 井端義秀          | Won Chang hee Kim Hye jeong                                                                       | 吉田南     | 5月5日         |
| 第5話  | 帰り道、出会いと、約束。     | 大西雄仁 | 細田直人          | 川部真也          | 小井聖令奈 BANHUI                                                                                 | 星野しほ   | 5月12日        |
| 第6話  | ひとめぼれと、約束の日。     | 内田裕基 | 村田和也          | 武藤信宏          | 能地清 ハンミンギ 泉坂つかさ 金到暎 BANHUI                                                        | 星野しほ   | 5月19日        |
| 第7話  | 過去と、歌と、秘密。         | 内田裕基 | 仲村真 新渡つもり | 新渡つもり        | Won Chang hee Lim Keun soo FanDongdong SunJiwei Wei Xu Long                                       | -          | 5月26日        |
| 第8話  | かつての夢と、友だちと。     | 豊田百香 | -                 | 矢口円            | FanDongdong SunJiwei Wei Xu Long スタジオ時雨 ヘバラギ                                            | -          | 6月2日         |
| 第9話  | 計画と、失敗と、波乱と。     | 大友奈美 | -                 | 高瀬須美佳        | Kim Yoon jung Lim Keun soo SunJiwei Wei Xu Long FanDongdong                                       | -          | 6月23日        |
| 第10話 | あの日の記憶、あの日の想い。 | 大西雄仁 | 柴田勝紀          | 上野謙矢          | 澤佳岳 ZEEN HSM                                                                                   | -          | 6月30日        |
| 第11話 | 対峙と、かけ違い。           | 大西雄仁 | 山岡実            | 真野玲 高瀬須美佳 | Lim Sou kyoung Kim Yoon jung Lim Keun soo FanDongdong SunJiwei Wei Xu Long 橋本有里               | 川久保美冴 | 12月29日       |
| 第12話 | 君にとどけたい唄             | 大西雄仁 | 真野玲            | 鈴木真彦          | 川久保美冴 小井聖令奈 式部美代子 芝田千紗 能地清 飯塚葉子 佐藤桂 FanDongdong SunJiwei Wei Xu Long | 星野しほ   | 12月29日       |

### 放送局
| 放送期間                   | 放送時間                     | 放送局                                          | 対象地域 | 備考                                   |
| -------------------------- | ---------------------------- | ----------------------------------------------- | -------- | -------------------------------------- |
| 2024年4月14日 - 6月30日    | 日曜 1:30 - 2:00（土曜深夜） | テレビ朝日（製作参加） ほか系列フルネット全24局 | 日本国内 | 『NUMAnimation』枠                     |
|                            | 日曜 23:00 - 23:30           | BS朝日                                          | 日本全域 | 製作参加 / BS/BS4K放送 / 『アニメA』枠 |
| 2024年4月18日 - 7月4日     | 木曜 21:30 - 22:00           | AT-X                                            | 日本全域 | CS放送 / リピート放送あり              |
| 全放送局で字幕放送を実施。 |                              |                                                 |          |                                        |

| 放送日                                        | 放送時間                     | 放送局                                          | 対象地域 | 備考                                   |
| --------------------------------------------- | ---------------------------- | ----------------------------------------------- | -------- | -------------------------------------- |
| 2024年12月29日                                | 日曜 1:45 - 2:45（土曜深夜） | テレビ朝日（製作参加） ほか系列フルネット全24局 | 日本国内 | 『NUMAnimation』枠                     |
| 2024年12月30日                                | 月曜 1:00 - 2:00（日曜深夜） | BS朝日                                          | 日本全域 | 製作参加 / BS/BS4K放送 / 『アニメA』枠 |
| 2025年1月5日                                  | 木曜 22:30 - 23:30           | AT-X                                            | 日本全域 | CS放送 / リピート放送あり              |
| 2話連続放送。また、全放送局で字幕放送を実施。 |                              |                                                 |          |                                        |

| 配信開始日    | 配信時間                           | 配信サイト | 備考           |
| ------------- | ---------------------------------- | --- | -------------- |
| 2024年4月14日 | 日曜 1:30（土曜深夜） 以降順次更新 | ABEMA | 見放題独占配信 |
|               | 日曜 2:00（土曜深夜） 以降順次更新 | バンダイチャンネル dアニメストア DMM TV FOD HAPPY!動画 Hulu J:COM STREAM Lemino Milplus Amazon Prime Video TELASA U-NEXT | 都度課金配信   |
| 2024年4月21日 |                                    | TVer |                |

### BD
当初、2024年9月13日より全4巻が順次発売される予定であったが、制作上の都合により発売が延期となり、最終的に2025年1月7日に発売中止が発表された。

### Webラジオ
木野ひまり役の嶋野花と朝凪依役の瀬戸麻沙美によるWebラジオ『ひまりと依の“ささやき”ラジオ』が、2024年4月12日から12月30日まで音泉にて隔週金曜13時に配信された。全11回。

#### ゲスト
- 第2回（4月26日） - 小原好美（筒井真理 役）
- 第3回（5月10日） - 笹倉かな（朝凪依〈歌〉役）
- 第4回（5月24日） - 加隈亜衣（橘香織 役）
- 第5回（6月7日） - 根本優奈（泉志帆 役）
- 第6回（6月21日） - 水上スイ（泉志帆〈歌〉役）
- 第7回（7月5日） - 小松未可子（水口亜季 役）
- 第8回（7月19日） - 渡邉結衣（木野ひまり〈舞台〉役）、石井萌々果（朝凪依〈舞台〉役）
- 第9回（8月23日） - 安済知佳（天沢始 役）
- 第10回（12月27日） - 古賀葵（水口未希 役）

### コラボCM
ひまりが他の百合姫作品とコラボするCMがテレビアニメ本放送の一迅社CM枠にて放送された。アニメ第1話のCM内で告知され、次回以降、『私の百合はお仕事です!』など5作品の百合姫作品を紹介。オンエアされたCMは一迅社のX（旧Twitter）やYoutubeチャンネルにて配信された。
| 放送回        | 紹介作品                 | ゲストキャラクター       |
| ------------- | ------------------------ | ------------------------ |
| 第2回 第3回   | 私の百合はお仕事です!    | 白鷺陽芽（小倉唯）       |
| 第4回 第5回   | 私の推しは悪役令嬢。     | レイ＝テイラー（芹澤優） |
| 第6回 第7回   | citrus                   | 藍原柚子（竹達彩奈）     |
| 第8回 第9回   | 私に天使が舞い降りた!    | 星野みやこ（上田麗奈）   |
| 第10回 第11回 | きみが死ぬまで恋をしたい | カガリ・ミミ（日高里菜） |

| テレビ朝日系列 NUMAnimation | テレビ朝日系列 NUMAnimation              | テレビ朝日系列 NUMAnimation |
| 前番組                      | 番組名                                   | 次番組                      |
| --------------------------- | ---------------------------------------- | --------------------------- |
| 僕の心のヤバイやつ（第2期） | ささやくように恋を唄う（第1話 - 第10話） | 小市民シリーズ（第1期）     |

## ボイスコミック
原作漫画の第30話から第32話をベースに再構成した「ボイスコミック〜夏祭りと、ゆれる気持ち。〜」が2024年6月30日に公開された。45話から47話をベースに再構成した「ボイスコミック〜水族館、デート、そして〜」が2025年3月31日に公開された。

## 舞台
2024年7月26日から8月2日までシアター1010にて上演された。公演時間は2時間20分。7月29日は休演日で、全12回の公演のうち7公演では終了後にキャストによるお見送り、アフタートーク、スペシャルカーテンコールが実施された。
当初、2025年1月下旬にBlu-ray/DVDの発売が予定され、「イベント参加抽選券付き版」の予約者を対象としたスペシャルトークイベントの開催も告知されていた。しかし、制作会社のトライフルエンターテインメントが2024年11月1日に廃業したため、同年12月24日にBlu-ray/DVDの発売およびイベントの開催中止が発表された。

### スタッフ（舞台）
- 原作 - 竹嶋えく[51]
- 演出 - 上野友之[51]
- 脚本 - 綾奈ゆにこ[51]
- 音楽監督 - 楠瀬拓哉[51]
- 主催 - 舞台「ささやくように恋を唄う」製作委員会[51]
- 制作 - トライフルエンターテインメント[51]

## タイアップ
叡山電鉄
2024年3月2日から7月15日まで、本作のヘッドマークを掲出、ラッピングを施したデオ720形電車の運行、コラボポスターの掲出などのイベントが実施された。